# Ladislav Heller

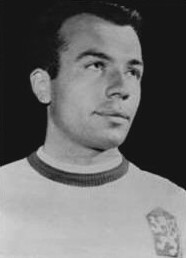
Heller (1961)

Ladislav Heller (* 15. Oktober 1938 in Nové Kopisty; † 6. Februar 1970) war ein tschechoslowakischer Radrennfahrer.
Heller war tschechoslowakischer Staatsamateur beim Radsportklub „Slavoj Terezín“ und hatte Schweißer gelernt. Nachdem er 1960 tschechoslowakischer Meister im Straßeneinzel geworden war, wurde er international durch seine vier Starts bei der Drei-Länder-Etappenfahrt Internationale Friedensfahrt bekannt. Der tschechoslowakische Radsportverband nominierte den 1,76 m großen Heller erstmals 1961. Bei seinem Debüt sorgte er auf der zehnten Etappe nach Karlsbad für den einzigen tschechoslowakischen Sieg auf der 1961er Tour. Im späteren Verlauf der Fahrt schied Heller jedoch wegen eines bei einem Sturz erlittenen komplizierten Beinbruchs aus. Nachdem er 1962 nicht für die Friedensfahrt berücksichtigt worden war, ging er 1963 wieder an den Start und wurde in der Einzelwertung als zweitbester Tschechoslowake 28. Seine erfolgreichste Friedensfahrt bestritt Heller 1964. Wie 1961 gewann er erneut die Etappe nach Karlsbad und wurde am Ende Zehnter, elf Minuten hinter dem Tourgewinner und Teamkollegen Jan Smolík. Seine vierte und letzte Friedensfahrt bestritt Heller 1965. Er gewann im Spurt aus einer dreiköpfigen Spitzengruppe heraus die vierte Etappe und sicherte sich damit den sechsten Platz im Einzelklassement. Als Gesamt-Vierzehnter schied er auf den 10. Etappe in den slowakischen Tatrabergen erneut nach Sturz und Beinbruch aus. Heller sollte auch an der Friedensfahrt 1966 teilnehmen, er sagte aber kurz vor Rennbeginn wegen Formschwäche ab. 1964 wurde er Zweiter der ČSSR-Rundfahrt.
Anfang der 1970er-Jahre wurde er in der Nähe von Terezín (Theresienstadt) von einem Zug überrollt und starb. In Erinnerung an den ebenfalls verstorbenen tschechoslowakischen Radrennfahrer Jaroslav Menhart wird alljährlich im Frühjahr im tschechischen Třebušín das Menhart-Heller-Gedächtnis-Radrennen veranstaltet.